# Gangteng Tulku Rinpocze Ogjen Dżinle Dordże
Gangteng Tulku Rinpocze Ogjen Dżinle Dordże (tyb.: ཨོ་རྒྱན་འཕྲིན་ལས་རྡོ་རྗེལ; Wylie: o-rgyan phrin-las-rdo-rje; 1906–1949) – mistrz buddyzmu tybetańskiego bhutańskiej narodowej tradycji ningma zwanej Peling (Wylie: pad gling). Opat klasztoru Gangteng (dzongkha: སྒང་སྟེང་དགོན་པ; Wylie: sgang steng dgon pa) w Bhutanie w dystrykcie Wangdue Phodrang, największego prywatnego klasztoru w tym królestwie himalajskim. Ósmy tulku (Wylie: sprul sku) w linii Gangtengów Tulku Rinpoczów, zwanych również Peling Gjalse Rinpoczami (Wylie: pad gling rgyal sras). Mnich buddyjski oraz mistrz dzogczen. Głównym nauczycielem Rinpoczego był IX Sungtrul Rinpocze Tendzin Ciöki Dzialtsen (Wylie: Bstan-’dzin Chos-kyi-rgyal-mtshan; 1894-1925).